# Dorlis
Le dorlis est une créature surnaturelle dans les croyances du quimbois des Antilles françaises. Il s'agit d'un esprit qui s'introduit dans les maisons la nuit et impose aux femmes et aux hommes des rapports sexuels pendant leur sommeil.
En 1978 un homme est arrêté en Martinique pour cambriolage et agression sexuelle, et associé par la presse au dorlis.

## Littérature
Le dorlis apparait dans la littérature antillaise, comme le roman L’Homme-au-bâton (París, Gallimard, 1992) d'Ernest Pépin, qui raconte l'histoire d'un homme agressant les femmes durant la nuit et provoquant une hystérie collective,, ou la pièce de théâtre Dimanche avec un dorlis de Patrick Chamoiseau racontant la rencontre d'une femme avec un dorlis.

## Œuvres cinématographiques
L'intrigue de Ducos, épisode 6 de la saison 3 de Tropiques criminels, tourne autour du dorlis. Le court métrage Dorlis (2021) de Enricka MH aborde ce thème.